# Jean-François Joanny

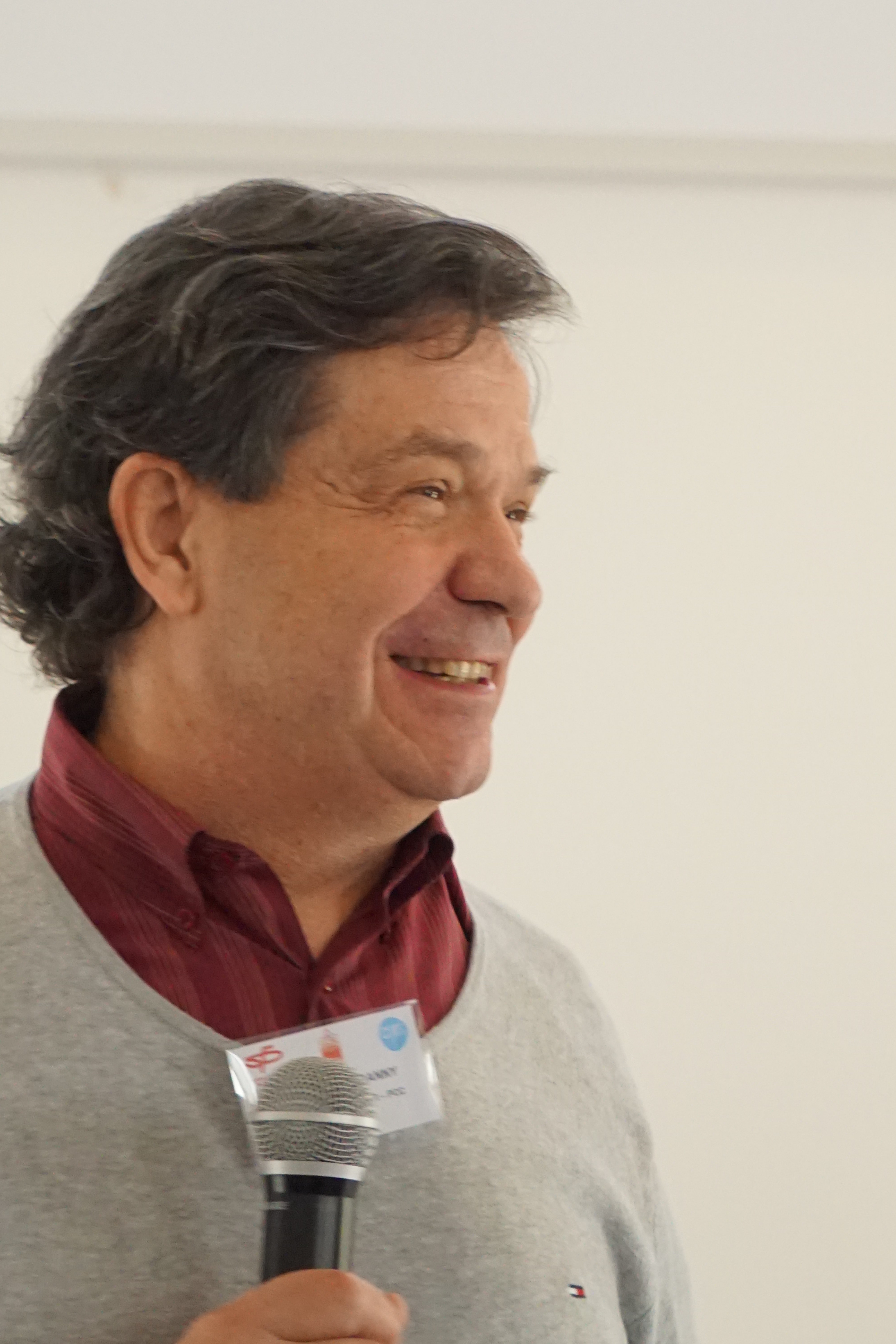
Jean-François Joanny, 2018

Jean-François Joanny (* 30. Juni 1956 in Toulon) ist ein französischer theoretischer Physiker, der sich mit weicher Materie und Biophysik befasst.
Joanny studierte 1975 bis 1980 an der École normale supérieure von Paris (ENS). 1978 wurde er bei Pierre-Gilles de Gennes promoviert (Thèse de 3ème cycle) mit einer Arbeit über Mischung von Polymeren. 1985 folgte der zweite Teil der Promotion (Thèse de doctorat) bei de Gennes (« Le mouillage: quelque problèmes statiques et dynamiques »). 1978/79 war er als Post-Doktorand an der University of California in Los Angeles (UCLA) und ab 1980 forschte er für das Centre national de la recherche scientifique (CNRS) als Chargé de Recherches am Collège de France, ab 1985 an der Universität Lyon I (Claude Bernard) und ab 1987 an der École normale supérieure de Lyon. 1989 bis 2003 war er Professor an der Universität Straßburg, wo er 1995 bis 1998 die Forschungsgruppe Physik der Dispersionen (physique des milieux dispersés) am Institut Charles-Sadron (ISC) leitete und 1996 bis 2002 stellvertretender Leiter des Instituts war. Seit 2003 ist er Professor an der Universität Paris VI (Pierre et Marie Curie) und außerdem lehrt er an der École supérieure de physique et de chimie industrielles de la ville de Paris (ESPCI ParisTech), dessen Direktor er 2014 bis 2018 war.
Er befasste sich mit verschiedenen Phänomenen weicher Materie wie Polymerlösungen, Polymeradsorption, Schäume, Emulsionen, Grenzflächen von Flüssigkeiten, Benetzung, dünne Flüssigkeitsfilme, Kapillarität, Seifenhäute, Polymergele und kolloidale Suspensionen. In jüngster Zeit befasst er sich vor allem mit Anwendungen der Biologie wie „molekulare Motoren“ und Membranen, dem Zytoskelett, der Zellmigration und der Zelladhäsion.
1985 erhielt er die Bronzemedaille und 2008 die Goldmedaille des CNRS, 2007 den Wissenschaftspreis der Cino Del Duca-Stiftung (zusammen Jacques Prost und verliehen vom Institut de France), 1993 den Paul-Langevin-Preis, 2012 den Gentner-Kastler-Preis und 2017 den Prix Ampère. Seit 2006 ist er Mitglied des Institut universitaire de France. Seit 2008 ist er im wissenschaftlichen Rat des Max-Planck-Institut für Polymerforschung in Mainz.
2000 bis 2005 war er Herausgeber des „European Physical Journal E“, 1993 bis 1997 war er Mitherausgeber des „Journal of Physics C“ und 1998 bis 2001 von „Europhysics Letters“ (EPL).
Jean-François Joanny ist verheiratet und hat vier Kinder.